# Mixed Up World
Mixed Up World è il primo singolo estratto dal secondo album della cantante pop britannica Sophie Ellis-Bextor, Shoot from the Hip.
Pubblicato dalla Polydor e prodotto da Gregg Alexander e Matt Rowe, che hanno curato anche la scrittura insieme alla cantante, il singolo ha raggiunto la settima posizione della classifica britannica dei singoli e, pur non avendo avuto successo come i primi singoli della cantante, ha ottenuto buoni piazzamenti anche nelle classifiche estere. Il singolo conteneva anche la b-side The Earth Shook the Devil's Hand, un pezzo chillout.

## Tracce
- UK CD1

1. "Mixed Up World"
2. "Mixed Up World" - Groove Collision Mix
3. "The Earth Shook The Devil's Hand"
4. "Mixed Up World" (music video)

## Classifiche
| Classifica        | Posizione raggiunta |
| ----------------- | ------------------- |
| Danimarca         | 3                   |
| Regno Unito       | 7                   |
| Belgio (Fiandre)  | 8                   |
| Belgio (Vallonia) | 9                   |
| Irlanda           | 26                  |
| Australia         | 32                  |
| Austria           | 44                  |
| Svizzera          | 45                  |
| Paesi Bassi       | 76                  |